# Pygoptosia speciosa
Pygoptosia speciosa är en skalbaggsart som först beskrevs av Imre Frivaldszky 1884.  Pygoptosia speciosa ingår i släktet Pygoptosia och familjen långhorningar.
Artens utbredningsområde är Iran. Inga underarter finns listade i Catalogue of Life.